# Clifton (Illinois)
Clifton è un villaggio degli Stati Uniti d'America, situato nello Stato dell'Illinois, nella contea di Iroquois.